# Flinkasjön
Flinkasjön är en sjö i Örkelljunga kommun i Skåne och ingår i Rönne ås huvudavrinningsområde. Sjön har en area på 0,0818 kvadratkilometer och ligger 79 meter över havet.

## Delavrinningsområde
Flinkasjön ingår i det delavrinningsområde (623771-133763) som SMHI kallar för Namn saknas. Medelhöjden är 97 meter över havet och ytan är 63,41 kvadratkilometer. Räknas de 3 avrinningsområdena uppströms in blir den ackumulerade arean 156,51 kvadratkilometer. Pinnån som avvattnar avrinningsområdet har biflödesordning 2, vilket innebär att vattnet flödar genom totalt 2 vattendrag innan det når havet efter 38 kilometer. Avrinningsområdet består mestadels av skog (49 procent), öppen mark (18 procent) och jordbruk (18 procent). Avrinningsområdet har 0,08 kvadratkilometer vattenytor vilket ger det en sjöprocent på 0,1 procent. Bebyggelsen i området täcker en yta av 6,43 kvadratkilometer eller 10 procent av avrinningsområdet.